# كاستيلنوفو
بلدية كاستيلنوفو (بالإسبانية: Castellnovo)‏، هي إحدى بلديات مقاطعة كاستيلون التي تقع في منطقة بلنسية، في شرق إسبانيا.
يبلغ عدد سكانها 1.019 نسمة وفقاً لإحصائية سنة (2006).